# Prix Hugo de la meilleure série littéraire
Le prix Hugo de la meilleure série littéraire (en anglais : Hugo Award for Best Series) est un prix littéraire américain décerné chaque année depuis 2017 par les membres de la World Science Fiction Society dans le cadre des prix Hugo. Il récompense les séries littéraires de science-fiction et de fantasy publiées ou traduites en anglais pendant l'année calendaire précédente.

## Éligibilité
Le prix est destiné aux séries de science-fiction ou de fantasy constituées d'au moins trois ouvrages publiés et comprenant au total au moins 240 000 mots (par comparaison, le prix Hugo du meilleur roman est éligible aux ouvrages comptant plus de 40 000 mots, soit six fois moins). L'un de ces ouvrages doit avoir été publié ou traduit en anglais pendant l'année calendaire précédente (le prix décerné en 2024 est ouvert aux ouvrages publiés en 2023, par exemple). Un candidat finaliste qui ne remporte pas le prix ne peut devenir éligible à nouveau qu'après le publication de deux nouveaux ouvrages totalisant au moins 240 000 mots.
Les finalistes et les lauréats sont désignés par les membres qui soutiennent ou participent à la World Science Fiction Convention (Worldcon). Les membres choisissent initialement cinq séries de janvier à mars ; les six séries ayant reçu le plus de nominations sont proposées au vote final, qui se tient à peu-près d'avril à juillet (suivant la date à laquelle se tient la Worldcon, qui a généralement lieu début septembre). Le lauréat est choisi suivant un système de vote à second tour instantané,.

## Historique
Le prix est décerné annuellement depuis 2017. Il est présenté cette année-là comme un prix spécial unique anticipant un vote permettant de le transformer en catégorie permanente, ce qui est ratifié par les membres de la World Science Fiction Society plus tard dans l'année. Un prix antérieur avait déjà été attribué à Isaac Asimov pour le Cycle de Fondation en 1966, sous la dénomination « meilleure série de tous les temps » (Best All-Time Series), mais n'avait pas été pérennisé. Un « Retro Hugo » est décerné rétrospectivement en 2020 pour des séries publiées en 1945, alors que le prix n'avait pas encore été créé.

## Palmarès
Note : l'année indiquée est celle de la cérémonie, récompensant les séries littéraires dont un des ouvrages est sorti au cours de l'année précédente. Les gagnants sont cités en premier, suivis par les autres œuvres nommées classées par ordre d'arrivée dans les votes, de la deuxième à la cinquième voire sixième place, si connu.
Sauf indication contraire ou complémentaire, les informations mentionnées dans cette section proviennent des sites web du prix Hugo, de la Science Fiction Awards Database et de la New England Science Fiction Association.

### Années 1940

#### 1945
Le prix a été décerné en 2020 dans le cadre des prix Retro Hugo.

Mythe de Cthulhu (Cthulhu Mythos) par H. P. Lovecraft, August Derleth et autres
- Pellucidar (Pellucidar) par Edgar Rice Burroughs
- Doc Savage (Doc Savage) par Lester Dent (sous le nom de Kenneth Robeson)
- The Shadow (The Shadow) par Walter B. Gibson (sous le nom de Maxwell Gibson)
- Capitaine Futur (Captain Future) par Edmond Hamilton (sous le nom de Brett Sterling)
- Jules de Grandin (Jules de Grandin) par Seabury Quinn

### Années 2010
| Sommaire : | - Haut - 2017 - 2018 - 2019 |

#### 2017
Saga Vorkosigan (The Vorkosigan Saga) par Lois McMaster Bujold
- The Expanse (The Expanse) par James S. A. Corey
- Téméraire (The Temeraire series) par Naomi Novik
- The Craft Sequence (en) par Max Gladstone
- Le Dernier Apprenti Sorcier (The Peter Grant / Rivers of London series) par Ben Aaronovitch
- October Daye (en) (The October Daye Books) par Seanan McGuire

#### 2018
Cycle de Chalion (World of the Five Gods) par Lois McMaster Bujold
- InCryptid (en) (InCryptid) par Seanan McGuire
- Mémoires de lady Trent (The Memoirs of Lady Trent) par Marie Brennan
- The Books of the Raksura par Martha Wells
- Les Archives de Roshar (The Stormlight Archive) par Brandon Sanderson
- Les Cités divines (en) (The Divine Cities) par Robert Jackson Bennett

#### 2019
Les Voyageurs (Wayfarers) par Becky Chambers
- La Laverie (en) (The Laundry Files) par Charles Stross
- Les Machineries de l'Empire (en) (Machineries of Empire) par Yoon Ha Lee
- October Daye (en) (The October Daye series) par Seanan McGuire
- The Universe of Xuya par Aliette de Bodard
- The Centenal Cycle par Malka Older (en)

### Années 2020
| Sommaire : | - Haut - 2020 - 2021 - 2022 - 2023 - 2024 - 2025 |

#### 2020
The Expanse (The Expanse) par James S. A. Corey
- InCryptid (en) (InCryptid) par Seanan McGuire
- Planetfall (Planetfall) par Emma Newman
- Trilogie d'une nuit d'hiver (en) (Winternight) par Katherine Arden
- Rosewater (The Wormwood Trilogy) par Tade Thompson
- Luna (Luna) par Ian McDonald

#### 2021
Journal d'un AssaSynth (The Murderbot Diaries) par Martha Wells
- Lady Astronaut (The Lady Astronaut) par Mary Robinette Kowal
- October Daye (en) (October Daye) par Seanan McGuire
- L'Interdépendance (The Interdependency) par John Scalzi
- La Guerre du pavot (en) (The Poppy War) par R. F. Kuang
- La Trilogie Daevabad (The Daevabad Trilogy) par S. A. Chakraborty (en)

#### 2022
Les Enfants indociles (en) (Wayward Children) par Seanan McGuire
- The World of the White Rat par T. Kingfisher
- Les Os émeraudes (The Green Bone Saga) par Fonda Lee
- Terra Ignota (Terra Ignota) par Ada Palmer
- Le Cycle de Kingston (en) (The Kingston Cycle) par C. L. Polk (en)
- Les Princes marchands (en) (Merchant Princes) par Charles Stross

#### 2023
Dans la toile du temps (Children of Time Series) par Adrian Tchaikovsky
- Le Dernier Apprenti Sorcier (Rivers of London series) par Ben Aaronovitch
- Scholomance (en) (The Scholomance Series) par Naomi Novik
- Le Tombeau scellé (en) (The Locked Tomb Series) par Tamsyn Muir
- October Daye (en) (October Daye) par Seanan McGuire
- Les Maîtres enlumineurs (The Founders Trilogy) par Robert Jackson Bennett

#### 2024
Les Chroniques du Radch (Imperial Radch) par Ann Leckie
- The Final Architecture (en) par Adrian Tchaikovsky
- La Laverie (en) (The Laundry Files) par Charles Stross
- October Daye (en) (October Daye) par Seanan McGuire
- The Universe of Xuya par Aliette de Bodard
- The Last Binding (The Last Binding) par Freya Marske

#### 2025
Entre terre et ciel (en) (Between Earth and Sky) par Rebecca Roanhorse
- InCryptid (en) (InCryptid) par Seanan McGuire
- Les Archives de Roshar (The Stormlight Archive) par Brandon Sanderson
- Les Royaumes ardents (The Burning Kingdoms) par Tasha Suri
- The Tyrant Philosophers par Adrian Tchaikovsky
- Rempart Sud (en) (Southern Reach) par Jeff VanderMeer

## Statistiques
De 2017 à 2025, 9 prix Hugo de la meilleure série littéraire ont été remis lors des 9 cérémonies organisées. 1 Retro Hugo de la meilleure série littéraire a également été décerné lors d'une cérémonie qui a eu lieu en 2020. Au total, il y a eu 10 récipiendaires.

### Par auteurs
Les plus récompensés
- 2 prix : Lois McMaster Bujold

Les plus nommés
- 8 nominations : Seanan McGuire
- 3 nominations : Charles Stross
- 2 nominations : Ben Aaronovitch, Robert Jackson Bennett, Lois McMaster Bujold, James S. A. Corey, Naomi Novik, Adrian Tchaikovsky, Martha Wells

### Par pays
- 8 prix : États-Unis
- 1 prix : Royaume-Uni